# Супруненко, Борис Андреевич
Борис Андреевич Супруненко  (5 августа 1913, Керчь, Таврическая губерния — 3 декабря 2006, Калининград) —  советский моряк, участник Великой Отечественной войны, старший механик плавбазы «Тунгус» управления экспедиционного лова Балтийского промышленного треста, Калининградская область. Герой Социалистического Труда (31.05.1958).

## Биография
Родился в городе Керчь Керчь-Еникальского градоначальства Таврической губернии, ныне — Республики Крым. Русский.
Трудовую деятельность начал учеником слесаря в судоремонтных мастерских после окончания 7 классов школы. В 1934 году окончил Херсонский морской техникум в городе Херсон Украинской ССР (ныне — Украина), а затем Одесское мореходное училище после которого был направлен в город Ленинград (ныне — Санкт-Петербург). К 1940 году слыл одним из лучших специалистов Балтийского морского пароходства.
Участник Великой Отечественной войны. Сражался вначале в 560-м партизанском отряде, техник (ЛАНО) Ленинградская армия народного ополчения, а после ранения в конце 1941 года его, как и всех морских специалистов, отозвали на флот. Суда, на которых он ходил, неоднократно поражались противником. Первым был военный транспорт под номером 565 на Балтике. С трудом в полузатопленном состоянии добрался он до Кронштадта.
17 октября 1942 года, в Печорском море подорвался на немецкой донной мине пароход «Щорс», капитан А. Т. Кудлай Мурманского морского пароходства, шедший в составе каравана судов с грузом пушнины для стран-союзниц в бухту Белушья на Новой Земле для последующего перехода в Исландию. У западного входа в пролив Югорский Шар отклонился от строя вправо и подорвался на минах, выставленных германской ПЛ U-592. Отведен эскортными тральщиками на мелководье к мысу Дьяконова, весь экипаж спасен.
На пути из Петсамо в Кольский залив в составе конвоя «Спартак», «Селенга» и «Пролетарий» в охранении 4 больших и 2 малых охотников за подводными лодками 5 декабря 1944 года подвергся торпедной атаке U‑995 у полуострова Рыбачий в Баренцевом море. Капитан П. Г. Ижмяков и 31 член экипажа погибли, спасены 17 человек и 5 солдат-пассажиров.
В Архангельске его после этого ждало новое назначение в Дальневосточное морское пароходство. Транспорт «Одесса», ходивший между Владивостоком и портами Америки, также не избежал участи прежних судов и принял в борт торпеду неизвестной подводной лодки. Окончание войны встретил в английском порту Ливерпуль.
С 1949 по 1958 год — старший механик плавбазы «Тунгус» управления экспедиционного лова Балтийского промышленного треста в Калининградской области.
Судно серии «Либерти», построенное на верфях Ричмонда (США) он знал от киля до клотика ещё по рейсам через Тихий океан. Стал инициатором ремонта судовых механизмов силами команды во время рейса без захода в порт, что позволило продлить пребывание в море плавбазы «Тунгус» и дало возможность более интенсивно использовать рыболовецкие суда, сдававшие улов на плавбазу. Другим его эффективным изобретением была идея обмуровывать судовые топки огнеупорным бетоном вместо использовавшегося тогда кирпича. Идея новатора с Балтики оказалась по сути революционной, позволяющей значительно продлить работу судовых топок. Новшество прижилось на флоте.
Указом Президиума Верховного Совета СССР от 31 мая 1958 года за особые заслуги в развитии рыбного промысла в открытых морях и достигнутые высокие показатели в добыче рыбы Супруненко Борису Андреевичу присвоено звание Героя Социалистического Труда с вручением ордена Ленина и золотой медали «Серп и Молот».
В 1958 году принял в Польше пароход «Святогор» и загадал, что с него никуда не уйдёт. Однако управляющий Балтгосрыбтрестом В. А. Джапаридзе уговорил его сделать рейс на китобазе «Юрий Долгорукий», а потом и вовсе назначил главным механиком Антарктической китобойной флотилии. После трёх рейсов на «Юрии Долгоруком» вернулся на свой любимый «Святогор». В 1965—1969 годах работал в Калининградской базе рефрижераторного флота.
Выйдя на пенсию, продолжал трудиться: организовывал базы отдыха для рыбаков на берегу, а затем занимался разделкой отживших своё судов.
С 1995 года — на заслуженном отдыхе.
Жил в Калининграде.

Могила Б.Супруненко

Умер 3 декабря 2006 года. Похоронен на Старом городском кладбище Калининграда.

## Награды
- Золотая медаль «Серп и Молот»(31.05.1958)
- Орден Ленина (31.05.1958)
- Орден Отечественной войны II степени (3.06.1945)[5]
- Орден Трудового Красного Знамени (09.03.1954)
- Медаль «За оборону Ленинграда»[6]
- Медаль «В ознаменование 100-летия со дня рождения Владимира Ильича Ленина» (6 апреля 1970)
- Медаль «За победу над Германией в Великой Отечественной войне 1941—1945 гг.» (9 мая 1945[7])
- Юбилейная медаль «Двадцать лет Победы в Великой Отечественной войне 1941—1945 гг.» (7 мая 1965[8])
- Юбилейная медаль «Тридцать лет Победы в Великой Отечественной войне 1941—1945 гг.»[9]
- Медаль «Сорок лет Победы в Великой Отечественной войне 1941-1945 гг.»[10]
- Юбилейная медаль «50 лет Победы в Великой Отечественной войне 1941—1945 гг.»[11]
- Медаль «Ветеран труда»
- Медаль «30 лет Советской Армии и Флота»[12].
- Юбилейная медаль «40 лет Вооружённых Сил СССР»[13]
- Юбилейная медаль «50 лет Вооружённых Сил СССР» (26 декабря 1967[14])
- медалями ВДНХ СССР:

## Память
- На могиле установлен надгробный памятник.
- Его имя увековечено в Главном Храме Вооружённых сил России, и навсегда запечатлено на мемориале «Дорога Памяти»[15].
- В городе Пионерском создан Мемориал Пионерам рыбопромыслового флота с его фамилией.